# Tret'jakovskij rajon
Il Tret'jakovskij rajon (in russo Третьяковский район?) è un rajon del kraj dell'Altaj, nella Russia asiatica.